# Шешул
Ше́шул — вершина в Українських Карпатах. Розташована в західній частині масиву Чорногори, в межах Рахівського району Закарпатської області, на північний схід від міста Рахова.
Висота — 1728 м. Схили і вершина вкриті трав'яною і чагарниковою рослинністю, чорничниками. Нижче букові та буково-ялицеві ліси. Вершина лежить у межах Чорногірського заповідного масиву (частина Карпатського біосферного заповідника).
На північний схід від Шешула розташована гора Петрос (2020 м), на схід — Говерла (2061 м). На північному заході за долиною річки Чорна Тиса видніється масив Свидовець з вершиною Близниця (1883 м).
Шешул неглибокою сідловиною з'єднаний з полониною, яка, по суті, є південно-західною відрогом Петроса. Нею порівняно легко можна піднятись на вершину Петроса.
Радянські (і пізніше українські) мапи подають висоту Шешула — 1689 м. Але ця висота належить горі Копиця, розташованій неподалік (на захід) від головної вершини. Близьку до правильної, висоту Шешула фіксують довоєнні польські мапи — 1726 м.

## Фотографії

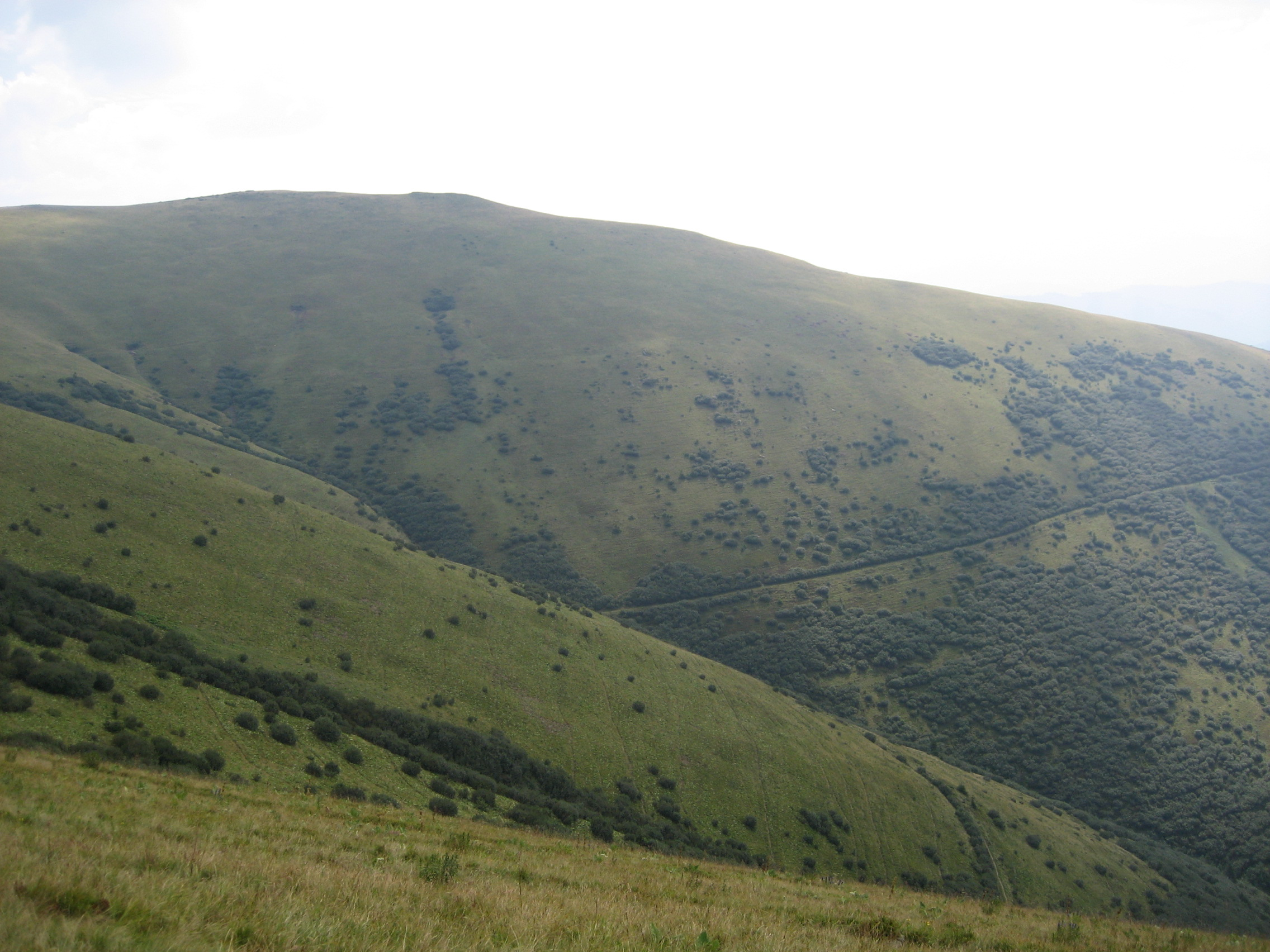
Південні схили Шешула
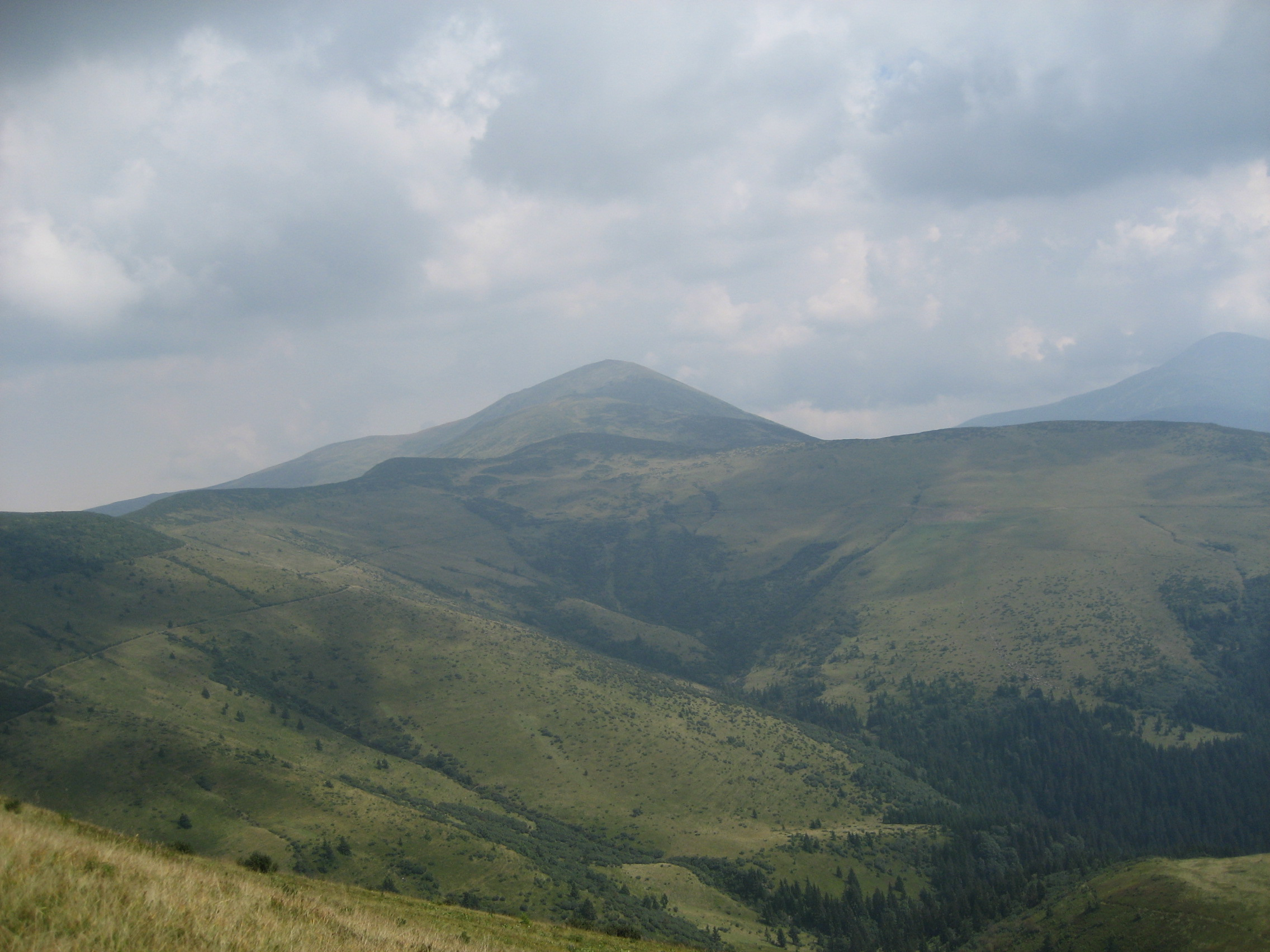
Вигляд із Шешула на Петрос, вдалині справа — Говерла